# Бронкув
Бронкув (пол. Bronków) — село в Польщі, у гміні Бобровиці Кросненського повіту Любуського воєводства.
Населення — 330 осіб (2011).

## Демографія
Демографічна структура станом на 31 березня 2011 року:
|          | Загалом | Допрацездатний вік | Працездатний вік | Постпрацездатний вік |
| -------- | ------- | ------------------ | ---------------- | -------------------- |
| Чоловіки | 170     | 39                 | 125              | 6                    |
| Жінки    | 160     | 35                 | 94               | 31                   |
| Разом    | 330     | 74                 | 219              | 37                   |